# 日马特
日马特（法語：Gimat，法語發音：[ʒimat]）是法国奧克西塔尼大區塔恩-加龙省的一个市镇，属于卡斯泰尔萨拉桑区。

## 地理
日马特（43°51'7"N, 0°56'33"E）面积10.1 平方千米，位于法国奧克西塔尼大區塔恩-加龙省，该省份为法国西南部内陆省份，北起顺时针与洛特省、阿韦龙省、塔恩省、上加龙省、热尔省和洛特-加龙省接壤。
与日马特接壤的市镇（或旧市镇、城区）包括：欧特里沃、博蒙德洛马涅、屈蒙、埃斯帕尔萨克、福多阿斯、格拉唐、拉莫特屈蒙、马里尼亚克。
日马特的时区为UTC+01:00、UTC+02:00（夏令时）。

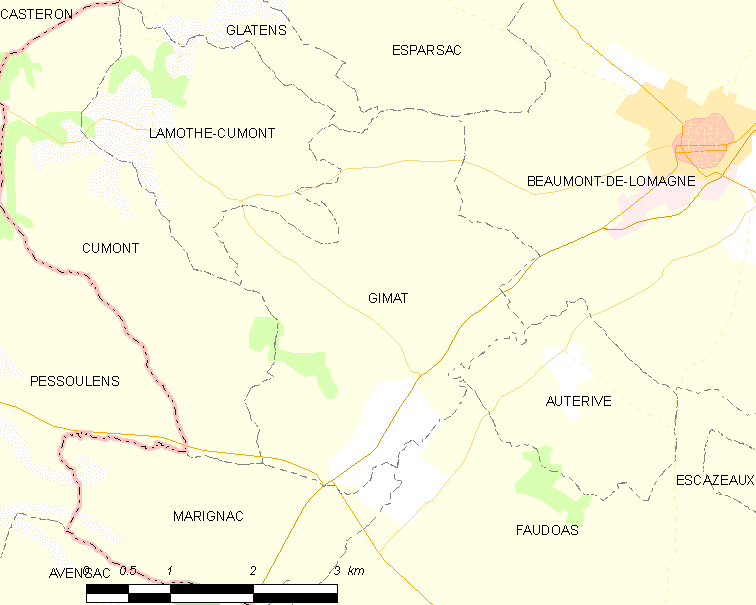
日马特的OSM定位图

## 行政
日马特的邮政编码为82500，INSEE市镇编码为82068。

## 政治
日马特所属的省级选区为博蒙德洛马涅县。

## 人口

1962-2008年间日马特人口变化图示

日马特于2022年1月1日时的人口数量为231人。